# Disney’s Tarzan (игра)
Disney’s Tarzan, также известная как Tarzan Action Game, — компьютерная игра в жанре платформера, основанная на мультфильме «Тарзан» (1999). Игра была выпущена 28 июня 1999 года для Game Boy Color, 30 июня 1999 года для PlayStation и Windows, и 14 февраля 2000 года для Nintendo 64. В 2012 году версия для PlayStation стала доступной через PlayStation Store на PS Vita.

## Игровой процесс
Disney’s Tarzan — 2,5D-платформер-сайд-скроллер, в котором игровой процесс проходит в двухмерной плоскости, однако модели персонажей и окружение объёмны. Игрок начинает игру за ребёнка Тарзана, который по ходу прохождения 14 уровней взрослеет и становится сильным мужчиной. Среди способностей Тарзана не только бег и прыжки, но и удар по земле, с помощью которого можно разбивать определённые объекты, а также находить спрятанные предметы и секретные области. Основной способ атаки врагов — метание разнообразных фруктов, цвет которых обозначает, сколько урона они нанесут при попадании. На некоторых уровнях можно найти нож и использовать его в качестве ближнего боя; кроме того, некоторые уровни содержат уникальное оружие — такие как копьё или зонт. Состояние здоровья Тарзана представлена в виде шкалы, которая истощается, когда протагонист получает урон от противников или окружения. Шкала здоровья может быть восполнена с помощью бананов, которые спрятаны на уровнях.
На каждом уровне есть коллекционные предметы, сбор которых вознаграждается различными бонусами. Так, сбор ста монет принесут игроку дополнительную жизнь, четыре фрагмента карандашного наброска откроют бонусный уровень, а сбор шести букв (T-A-R-Z-A-N) откроет игроку сцену из полнометражного мультфильма.

## Сюжет
Главный герой игры — Тарзан, сирота, которого приютили и вырастили гориллы. В начале игры Тарзан ещё маленький ребёнок, который учится у горилл лазать по деревьям, раскачиваться на лианах и сражаться с небольшими агрессивными дикими животными. По ходу игры он взрослеет и начинает защищать себя и свои джунгли от враждебно настроенных охотников под предводительством Клейтона.

## Разработка
За разработку версии для Game Boy Color отвечала компания Digital Eclipse, которая ранее занималась портированием на консоль старых игр, среди которых — Klax, Joust и Paperboy. Tarzan стал первой самостоятельной игрой студии, спроектированной и разработанной с нуля. На разработку игры было выделено три месяца; команда разработчиков состояла из двух программистов, десяти художников и трёх дизайнеров уровней. По словам технического директора игры Майка Мики, первые концепты игры были «весьма амбициозными», однако из-за сжатых сроков пришлось отказаться от нескольких игровых механик, в частности от полёта на птицах и от уровней, в которых игрок должен был управлять слонёнком Тантором. Также, согласно изначальной задумке команды, цели игры должны были подаваться игроку через диалоги и взаимодействие с неигровыми персонажами.

## Критика
| Сводный рейтинг         | Сводный рейтинг | Сводный рейтинг | Сводный рейтинг | Сводный рейтинг |
| Издание                 | Оценка          | Оценка          | Оценка          | Оценка          |
| Издание                 | GBC             | N64             | PC              | PS              |
| ----------------------- | --------------- | --------------- | --------------- | --------------- |
| GameRankings            | 74 %            | 71,11 %         | 82 %            | 71,11 %         |
| Иноязычные издания      |                 |                 |                 |                 |
| Издание                 | Оценка          | Оценка          | Оценка          | Оценка          |
| Издание                 | GBC             | N64             | PC              | PS              |
| AllGame                 | [ 8 ]           | [ 9 ]           | [ 10 ]          | [ 11 ]          |
| EGM                     |                 | 6,5/10          |                 | 6,25/10         |
| GameFan                 |                 | 91 %            |                 |                 |
| Game Informer           | 6,5/10          | 7,25/10         |                 | 7,75/10         |
| GameRevolution          |                 |                 |                 | C−              |
| GameSpot                |                 | 6,9/10          |                 | 7,8/10          |
| IGN                     | 8/10            | 7,8/10          | 7,3/10          | 7,7/10          |
| Next Generation         |                 | [ 25 ]          |                 | [ 26 ]          |
| Nintendo Power          | 7,4/10          | 8,5/10          |                 |                 |
| OPM                     |                 |                 |                 | [ 29 ]          |
| PC Gamer (US)           |                 |                 | 73 %            |                 |
| The Cincinnati Enquirer |                 |                 |                 | [ 31 ]          |

Disney’s Tarzen получила положительные отзывы прессы; критики хвалили графику игры, а также соответствие сюжету мультфильма.
Рик Санчез, обозревая PlayStation-версию игры для журнала Next Generation, оценил игру в две звезды из пяти, заключив: «Tarzan — добротная, но безыдейная игра, которая цепляет в основном своей графикой. Серьёзные игроки не найдут тут ничего ценного, однако тем детям, которые стекаются в кинотеатры для просмотра мультфильма, она может приглянуться». Версия игры для PlayStation получила золотой сертификат от Entertainment and Leisure Software Publishers Association (ELSPA), что говорит о более чем 200 000 проданных копиях игры в Великобритании.
Оценивая версию игры для Nintendo 64, Рик Санчез дал три звезды из пяти, написав: «Disney Interactive позаимствовала лучшие практики различных платформеров и собрала их в один пакет. И хотя ничего нового или оригинального в Disney’s Tarzan нет, это всё ещё достойная игра». Джанис Тон из The Sydney Morning Herald также поставила игре оценку три из пяти, отметив: «если убийство милых диснеевских зверушек не будет вызывать у вас угрызений совести, эта игра для вас».